# Miraflores de la Sierra
Miraflores de la Sierra est une commune d’Espagne, dans la communauté autonome de Madrid.

## Culture locale et patrimoine

### Personnalités liées à la commune
- Mariano Moreno García (1865-1925) : photographe né à Miraflores de la Sierra.